# Holsteinsgade
Holsteinsgade er en ca. 700 meter lang gade på Østerbro i København. Den begynder ved Slagelsegade/Sorøgade og fortsætter mod øst til Østbanegade/S-banesporene.
Nærmest Slagelsegade ses et karakteristisk knæk i gadeforløbet, der skyldes, at gaden fulgte de gamle ejerskel i området, og de afspejlede igen den befæstning, der i 1640'erne blev lagt fra Ny Vartov Skanse ved Trianglen frem til kysten og videre mod Kastellet. Knækket markerer en del af bastionen i denne voldlinje, der i øvrigt forsvandt allerede i 1661.
Gaden er anlagt i begyndelsen af 1880'erne, og navnet er samtidigt fra ca. 1883. Gaden er opkaldt efter Frederik von Holstein (1771-1853), der var livjægerkorpsets første chef, og siden chef for Det Kongelige Teater. Udfaldet i Classens Have 31. august 1807 var anført af de kongelige livjægere, og lever videre i gadenavnet i nabolaget Livjægergade. Hovedtræfningen fandt sted omtrent, hvor Holsteinsgade 9 ligger, selvom det er udfaldet i Classens Have, der siden er blevet mest berømt. Også de nærliggende gader Willemoesgade og Steen Billes Gade har navne, der minder om personer fra Englandskrigene.
Den østlige del af Holsteinsgade ligger på en grund, hvor der i 1600-tallet lå kongelige fiskedamme med et intensivt karpeopdræt. Senere omdannedes arealet til lystanlæg og dammene til søer, som om vinteren blev brugt til skøjteløb. Haveanlæggene var i 1800-tallet vilde og romantiske med store piletræer, der spejledes i småsøerne. Efter 1890 blev søerne fyldt op og den nuværende bebyggelse opført.
I 1950'erne – hvor Østerbro indbyggermæssigt set var størst – lå der bl.a. De Forenede Tæppebankerier (i kælderen til nr. 3), trikotagehandleren ”Fynboen” (i nr. 7, stuen), en hattemager (i kælderen nr. 27), damefrisørsalonen ”New York” (i stuen nr. 27), ”Danmarks upolitiske radiolytterunion” (nr. 31), ”Strandvejs- og Øbroavisen” (samme sted) og ostehandleren Gouda (i 43, stuen).
I dag er Holsteinsgade én af de mere eksklusive gader i bydelen. Der er berlinerinspireret historicisme i arkitekturen. Alle bebyggelser i gaden har enten høj eller middel bevaringsværdi.

## Nævneværdige bygninger i gaden
- Nr. 3: Opført 1882.
- Nr. 9: Er en af de ældste bygninger i kvarteret, fra 1860'erne. Over indgangsdøren er en plade, som minder om udfaldet i Classens Have, hvor livjægerne i forbindelse med briternes belejring 1807 trængte igennem netop på dette sted, hvor huset ligger i dag.[1][2] På hver sin side af pladen er der indmuret en kanonkugle.
- Nr. 41: Her ligger Langelinieskolen, der tidligere hed Holsteinsgades Skole. Den blev opført i 1910, tegnet af arkitekt Osvald Rosendahl Langballe i en nationalromantisk stil.
- Nr. 49-55: Typisk østerbrosk cul-de-sac.